# О’Доннел, Финола
Финола О’Доннелл (урождённая О’Коннор), также известная как Нуала О’Доннелл — ирландская дворянка XV века, соучредительница францисканского монастыря в Донеголе.
Финола  вышла замуж за Хью Роу О’Доннелла, сына Найла Гарве О’Доннелла. Источники сообщают, что она щедро участвовала в благотворительности.
В 1474 году Финола О’Доннелл вместе с мужем помогла основать францисканский монастырь в Донеголе. Монастырь был отдан Богу и монахам св. Франциска. Он предназначался как место «для процветания их собственных душ», а также как «место захоронения для них самих и их потомков». Финола умерла в 1528 году.
Между 1632 и 1636 годами монастырь служил местом написания «Анналов четырёх мастеров». Считается, что в тёплое время года его авторы странствовали в поисках информации, а в холода оставались в монастыре, чтобы писать.
Её имя включено в композицию «Этаж наследия» Джуди Чикаго.